# ViaSat-3 Americas
ViaSat-3 Americas (auch ViaSat-3.1) ist ein kommerzieller Kommunikationssatellit der Viasat Inc. mit Sitz in Carlsbad, Kalifornien.

## Geschichte
Im Jahr 2015 kündigte Viasat eine neue, geostationäre Satellitenkonstellation an, welche aus insgesamt drei Satelliten bestehen sollte. Diese Satelliten, welche später die Bezeichnung ViaSat-3 erhielten, sollen mittels Ka-Band eine globale Abdeckung durch High-Speed-Internet ermöglichen. Im Februar 2016 wurde Boeing Satellite Systems mit dem Bau aller drei Satelliten beauftragt. ViaSat-3 Americas soll neben ViaSat-3 APAC (Asien & Pazifikraum) und ViaSat-3 EMEA (Europa & Naher Osten) die Gebiete Nord- und Südamerika abdecken.

## Technische Daten
Boeing Satellite Systems baute den Satelliten auf Basis ihres Satellitenbusses der 702-Serie, die Ka-Band-Transpondernutzlast wurde direkt von Viasat geliefert. ViaSat-3 Americas ist dreiachsenstabilisiert und wog beim Start etwa 6,4 Tonnen. Er wird durch zwei große Solarpaneele und Batterien mit Strom versorgt, seine geplante Lebensdauer liegt bei über 15 Jahren.

## Start und Antennendefekt
Der Start erfolgte am 1. Mai 2023 auf einer Falcon-Heavy-Trägerrakete vom Kennedy Space Center in Florida in eine nahezu geosynchrone Umlaufbahn. Anschließend wurde er auf 89° West stationiert. Schon bald zeigte sich, dass sich, dass sich aus mechanischen Gründen eine Antenne nicht entfalten konnte. Der Satellit erreichte nur einen eingeschränkten Durchsatz von weniger als 10 % der erwarteten 1 Tbit/s. Ein vollständiger Ersatz des Satelliten war jedoch nicht notwendig.